# Калейдоскоп жахів 2
«Калейдоскоп жахів 2» (англ. Creepshow 2) — американська антологія жахів 1987 року режисера Майкла Горніка, сиквел фільму 1982 року «Калейдоскоп жахів». Картина складається з трьох епізодів — «Старий вождь дерев'яна голова» (англ. Old Chief Wooden Head), «Пліт» (англ. The Raft) — екранізація однойменного оповідання Стівена Кінґа і «Мандрівник автостопом» (англ. The Hitchhiker), а також анімації про хлопчика та його комікс, що їх поєднує.

## Сюжет

### Пролог
Приїжджає вантажівка з коміксами «Калейдоскоп жахів», біля машини стоїть хлопчик, він чогось чекає, з вантажівки виходить привид і дає йому новий випуск журналу. Привид відлітає в свій замок і починає розповідати три страшні історії.

### Старий вождь дерев'яна голова
В американській глибинці подружня пара тримає невеликий магазинчик, біля якого стоїть статуя індіанця. Одного разу в магазин заходить індіанець і, побачивши статую, не на жарт лякається. Надалі на магазин нападають грабіжники, які вбивають господарів. Після цих подій оживає статуя індіанця і починає переслідувати бандитів.

### Пліт
Восени дві молоді пари приїжджають на заміське озеро в якусь глушину. Тут на озері вони помічають самотній пліт, що плаває посеред водної гладі. Вирішивши до нього підпливти, герої виявляють біля нього чорну пляму. Дана субстанція проявляє ознаки розуму і по черзі вбиває людей (можливо, з метою харчування).

### Мандрівник автостопом
Одружена Енні повертається додому на автомобілі від свого коханця. Не помітивши на дорозі голосуючого чоловіка, вона його збиває. Щоб не мати надалі неприємностей як з поліцією, так і з чоловіком, Енні втікає з місця події. Однак її починає переслідувати привид вбитої людини, який також може приймати свою минулу фізичну оболонку.

## У ролях

### Пролог
- Доменік Джон — Біллі
- Том Савіні — привид
- Джо Сілвер —  голос привида

### Старий вождь дерев'яна голова
- Джордж Кеннеді — Рей Спрюс
- Філіп Доре — Карлі
- Калтей Наполеон — індіанець
- Малтбі Наполеон — індіанець
- Тайрон Тонто — індіанець
- Дороті Ламур — Марта Спрюс
- Френк Салседо — Бен Вайтмун
- Голт Маккеллені — Сем Вайтмун
- Девід Голбрук — Фестафф Грібенс
- Дон Гарві — Енді Кавано
- Дан Камін — старий вождь дерев'яна голова
- Дін Сміт — містер Кавано
- Ширлі Сондреггер — місіс Кавано

### Пліт
- Пол Саттерфілд — Дейк Саттерфілд
- Джеремі Грін — Лаверн Грін
- Деніел Бір — Ренді Бір
- Пейдж Ганна — Рейчел Ганна

### Мандрівник автостопом
- Лоїс Чайлз — Енні Ленсінг
- Девід Бікрофт — коханець Енні
- Том Райт — автостопщик
- Річард Паркс — Джордж Ленсінг
- Стівен Кінг — водій вантажівки